# 12 décembre dans les chemins de fer
12 novembre 12 janvier
Chronologies thématiques
- Croisades
- Sports
- Disney

Cette page concerne les événements qui se sont déroulés un 12 décembre dans les chemins de fer.

## Événements

### XXesiècle
- 1917 : en France, en Savoie, à Saint-Michel-de-Maurienne, un train de soldats revenant du Front italien déraille dans la forte pente de la ligne de la Maurienne au lieu-dit La Saussaz[1],[2] après s'être emballé. L'ouverture des archives militaires et de la compagnie ferroviaire 90 ans après les faits, a permis de sortir cet accident de l'oubli collectif et d'établir le bilan à 435 morts[3]. Il s'agit du plus grave accident ferroviaire survenu en France.

- 1969 : en France, inauguration de la première section de la ligne A du RER d'Île-de-France entre Nation et Boissy-Saint-Léger à la place de l'ancienne ligne de la Bastille.  Voir http://www.ina.fr/video/CAF97019786/

### XXIesiècle
- 2004 : en France, réouverture de la ligne de Grande Ceinture sous le nom de Grande ceinture Ouest entre Saint-Germain-en-Laye GC et Noisy-le-Roi.
- 2004 : en Suisse, création du Réseau Express Vaudois (REV) qui deviendra plus tard le RER Vaud.